# منتخب هايتي لكرة السلة
منتخب هايتي لكرة السلة هو ممثل هايتي الرسمي في المنافسات الدولية في كرة السلة
.